# Valouse (Drôme)
Valouse ist ein Ort und eine Gemeinde mit 41 Einwohnern (Stand: 1. Januar 2022) im Département Drôme in der südfranzösischen Region Auvergne-Rhône-Alpes (vor 2016 Rhône-Alpes). Die Gemeinde gehört zum Arrondissement Nyons und zum Kanton Nyons et Baronnies. 

## Lage
Valouse liegt etwa 65 Kilometer nordöstlich von Avignon. Umgeben wird Valouse von den Nachbargemeinden Vesc im Norden, Chaudebonne im Nordosten, Saint-Ferréol-Trente-Pas im Süden und Osten sowie Teyssières im Westen.

## Bevölkerungsentwicklung
| Jahr                       | 1962 | 1968 | 1975 | 1982 | 1990 | 1999 | 2006 | 2018 |
| -------------------------- | ---- | ---- | ---- | ---- | ---- | ---- | ---- | ---- |
| Einwohner                  | 14   | 7    | 9    | 18   | 25   | 36   | 41   | 37   |
| Quellen: Cassini und INSEE |      |      |      |      |      |      |      |      |

## Sehenswürdigkeiten
- Kirche Saint-Étienne